# 丝缨花目
丝缨花目又名绞木目，是真双子叶植物的一个小目，只有两个科，三个属，是《APG分类法》新分出来的一个目，以前的克朗奎斯特分类法将丝缨花科分到山茱萸目中，杜仲属分到金缕梅科中。APG分类法原来分成四个科：桃叶珊瑚科、杜仲科、丝缨花科和五蕊茶科。2003年的《APG II分类法》修订为：
- 丝缨花科
  - 丝缨花属
  - 桃叶珊瑚属
- 杜仲科
  - 杜仲属